# Meiji U Tum'si
Meiji U Tum'Si est une actrice de théâtre et de cinéma, scénariste et réalisatrice française d'origine congolaise, née le 15 août 1974 à Brazzaville, au Congo.

## Biographie
Née en 1974, Meiji U Tum'Si a toujours été passionnée par les arts de la scène. Très jeune, elle écrit, monte et produit ses pièces de théâtre : en 1992, elle intègre le Cours Florent, école d'art dramatique à Paris; en 1995, elle met en scène La Malédiction de la Tchikumbi, dont elle fait une nouvelle adaptation plus contemporaine en 1998 ; en 1999, elle écrit et produit sa troisième pièce de théâtre, Le Boy de la caserne, où elle dresse un tableau de la guerre civile de son pays natal. Elle obtient des rôles comme actrice à partir de 1999 grâce à sa rencontre avec le réalisateur américain Melvin Van Peebles, et à Daniel Vigne. Elle joue en effet dans un film de Melvin Van Peebles, Le conte du Ventre Plein. La même année, Daniel Vigne lui propose l'interprétation d'un personnage dans La Kiné, un feuilleton télévisé pour France 2 et TV5. Elle est ensuite retenue dans différents castings durant les années 2000. Mais la scène française offre relativement peu de possibilités de rôles aux actrices noires.
Dans la même période, elle est assistante de réalisation pour Daniel Vigne, puis réalise deux courts métrages, La Dictée, en 2003 et  Déjà loué, en 2004, qui sont remarqués et lui mettent le pied à l'étrier comme réalisatrice,,.

## Filmographie

### Actrice
- 1999 : Le Conte du ventre plein, de Melvin Van Peebles : Diamentine
- 1999 : La Kiné, de Daniel Vigne : Rose
- 2000 : Fatou la Malienne, de Daniel Vigne : Maranna
- 2002 : Fatou, l'espoir, de Daniel Vigne : Maranna
- 2001 : Sous le soleil, de Hervé Renoh (saison 7 épisode 27 Liberté sans condition) : Maya
- 2001 : Groupe flag, d'Eric Summer
- 2002 : Le Pari de l'amour, de Didier Aufort : journaliste TV
- 2003 : Un sang blanc de vérité, de Virgile Mfouilou : la petite sœur
- 2004 : La Drague, de Tadie Tuene
- 2006 : Paris à tout prix, de Joséphine Ndagnou
- 2008 : Toi-même tu sais, de J. G. Biggs (épisode 5 : C'est quelle vie ?)
- 2008 : Drôle de Noël, de Picard-Dreyfus : Céline
- 2009 : Quand la ville mord, de Dominique Cabrera :

### Réalisatrice
- 2003 : La Dictée, court métrage de 9 min[4]
- 2004 : Déjà loué, court métrage[1]
- 2005 : Nawa & Djoka
- 2008 : L'Odeur de la trousse en cuir de mon père (en préparation)

## Distinctions
- 2003 : Prix Beaumarchais pour La Dictée (scénario et réalisation court métrage)[réf. nécessaire]
- 2004 : Fica d'Or pour La Dictée au Festival international du court métrage d'Abidjan
- 2004 : Prix du public au Festival Plein Sud de Cozes (pour La Dictée et Déjà loué)
- 2004 : Prix spécial du jury au Festival Quintessence au Bénin (pour La Dictée)
- 2009 : Prix Beaumarchais pour L'Odeur de la trousse en cuir de mon père (scénario long métrage)

## Radiophonie
- 1995 : Sale cité, feuilleton radiophonique, France Culture
- 1998 : Les Kanaks, feuilleton radiophonique, France Culture
- 1999-2000 : La brebis galeuse, de Jean Sylvestre Souka, Africa no 1
- 2004 : Nawa & Djoka, sketches en improvisation sur les thèmes du jour, émission Les Matins d'Eugénie, Africa no 1
- 2004 : Pub, voix Celtel TV
- 2004 : Gizmo de luxe
- 2005 : Campagne radio dépistage contre le sida, Nawa & Djoka, produit par Inpes-Africa no 1-Partenaire production
- 2007 : American Darling, feuilleton radiophonique, de Myron Meerson, France Culture
- 2007 : Pub Brussels Airlines, Partenaire Production
- 2008 : Pub Horyzon Mobile, Partenaire Production